# Joseph Gutsche
Joseph (Sepp) Gutsche (* 5. April 1895 in Gräditz, Landkreis Schwiebus; † 4. Mai 1964 in Ost-Berlin) war ein deutscher Kommunist. Er nahm als Rotgardist 1917/18 an Kämpfen der Oktoberrevolution teil. Zurück in Deutschland beteiligte er sich an den revolutionären Kämpfen der KPD. 1930 emigrierte er in die Sowjetunion, wo er im militärischen Geheimdienst der Roten Armee in verschiedenen Ländern tätig war. Während des Zweiten Weltkriegs gehörte er zeitweise der United States Navy an und kämpfte als sowjetischer Partisan. In der DDR leitete er von 1947 bis 1949 das Landespolizeiamt Sachsen und ab 1950 die Verwaltung für Staatssicherheit Sachsen. Ab Januar 1953 leitete er mit dem Informationsbüro beim Minister für Staatssicherheit die „Abteilung zur besonderen Verwendung (Untergrundaktionen in der BRD)“. 1955 zum Leiter der Kontrollinspektion ernannt, trat er 1957 in den Ruhestand.

## Leben

### Bis 1930
Der Sohn einer Arbeiterfamilie absolvierte nach dem Besuch der Volksschule eine Ausbildung zum Buchbinder und wurde 1912 Gewerkschaftsmitglied. Gutsche wurde 1915 Soldat und kämpfte im Ersten Weltkrieg in Russland. 1916 geriet er in russische Kriegsgefangenschaft, in der er 1917 Mitglied der SDAPR(B) wurde. Im August 1917 trat er der Roten Garde bei und kämpfte als Rotgardist und Zugführer ab Dezember 1917 in Rostow am Don gegen die Truppen des Donkosaken-Atamans Alexei Maximowitsch Kaledin. Als die Roten Garden das Hauptquartier Kaledins im Villenviertel von Rostow stürmten, schoss sich Kaledin eine Kugel durch den Kopf. Mit Gründung der Roten Armee am 28. Januar 1918 wurde Gutsches Abteilung zu einer Einheit der Roten Armee. Danach kämpfte er in einer internationalen Abteilung gegen die deutschen Okkupanten in der Ukraine.
Im Oktober 1918 kehrte Joseph Gutsche nach Deutschland zurück. 1918 wurde er zunächst Mitglied der USPD, 1920 trat er in die KPD ein. Am 4. November 1919 wurde sein Sohn Rudolf in Berlin geboren. Von 1922 bis 1924 war Joseph Gutsche Bezirksleiter des M-Apparates („Militär-Apparat“) der KPD im Bezirk Berlin/Brandenburg. Er war Teilnehmer am Hamburger Aufstand. 1924 folgte ein sechsmonatiger Lehrgang an der Spezialschule für höhere Kommandeure in Moskau. Kurz nach seiner Rückkehr aus Moskau wurde er verhaftet und im Zuchthaus Sonnenburg bis 1927 wegen Hochverrats inhaftiert. Anschließend folgten Funktionen im Zentralkomitee der KPD. 1930 emigrierte er in die UdSSR und wurde Mitglied der KPdSU(B).

### Während des Zweiten Weltkrieges
Von 1930 bis 1942 arbeitete er im Range eines Regimentskommissars der Roten Armee für die GRU, die Hauptverwaltung Aufklärung der Roten Armee. Für die GRU war er u. a. in China tätig.
Ab 1942 arbeitete er für die INO, den Auslandsaufklärungsdienst des NKWD der UdSSR in der US Navy. Später folgten gemeinsam mit seinem Sohn Rudolf Partisaneneinsätze im Bereich der 1. und 2. Minsker Partisanenbrigade.

### Tätigkeit nach 1945

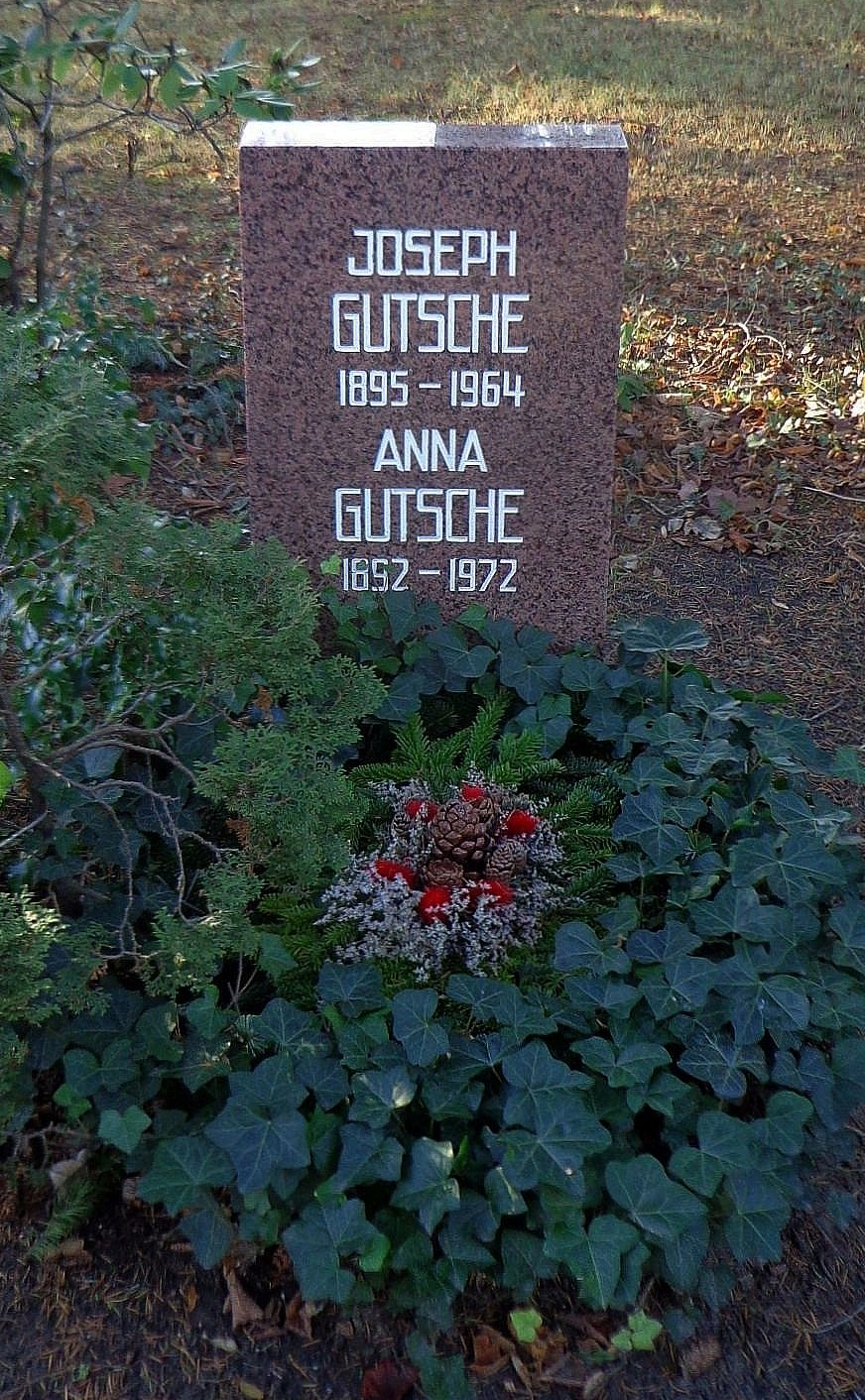
Grabstätte

Nach Beendigung des Großen Vaterländischen Krieges kehrte er 1945 nach Deutschland zurück. 1946 trat er der SED bei. 1947 trat er in die Deutsche Volkspolizei ein und war bis 1949 Präsident des Landeskriminalamtes Sachsen. 1949/50 war er Leiter der Verwaltung zum Schutz der Volkswirtschaft Sachsen (ab Februar 1950 Länderverwaltung Sachsen des Ministeriums für Staatssicherheit). Ab 1952 war er Leiter der Bezirksverwaltung (BV) Dresden des MfS und ab Januar 1953 Leiter des Informationsbüros des MfS bzw. der Abteilung zur besonderen Verwendung für Untergrundaktivitäten in der Bundesrepublik. 1953 wurde er zum Generalmajor ernannt. 1955 war er Leiter der Kontrollinspektion des MfS.
1957 erfolgte seine Versetzung in den Ruhestand. Nach seinem Tod wurde seine Urne in der Grabanlage Pergolenweg auf dem Berliner Zentralfriedhof Friedrichsfelde beigesetzt.

## Privates
Joseph Gutsche war verheiratet und hatte einen Sohn. Sein Sohn Rudolf Gutsche (1919–1988) kämpfte während des Zweiten Weltkrieges auf Seiten der Roten Armee, war nach 1945 zunächst in der DVP, dann im MfS.

## Auszeichnungen
- 1955 Vaterländischer Verdienstorden in Silber[5]